# Synema nitidulum
Synema nitidulum är en spindelart som beskrevs av Eugène Simon 1929. 
Synema nitidulum ingår i släktet Synema och familjen krabbspindlar. Inga underarter finns listade i Catalogue of Life.